# Благоје Тошић
Благоје Тошић (Мокра Гора, 1883—1941) био је земљорадник, учесник Балканских ратова и Првог светског рата и носилац Карађорђеве звезде са мачевима. 
Рођен је 18. јуна 1883. године у Мокрој Гори, у дому земљорадника Борисава И Милисаве. До одслужења војног рока живео је на породичном имању и бавио се земљорадњом. Кадар је служио у 3. чети 2. батаљона IV пешадијског пука са којом је као ратник учествовао у ослободилачким ратовима 1912—1918. На Солунском фронту прешао је у Добровољачки одред Војводе Вука. 
После рата вратио се у Мокру Гору, где се оженио са Милицом Бјелић, са којом је изродио шесторо деце. Умро је 1941. године у Мокрој Гори.